# Armadillo latifrons
Armadillo latifrons är en kräftdjursart som beskrevs av Gustav Budde-Lund 1904. Armadillo latifrons ingår i släktet Armadillo och familjen Armadillidae. Inga underarter finns listade i Catalogue of Life.